# Restigné
Restigné ist eine französische Gemeinde mit 1.121 Einwohnern (Stand: 1. Januar 2022) im Département Indre-et-Loire in der Region Centre-Val de Loire; sie gehört zum Arrondissement Chinon und zum Kanton Langeais. Die Einwohner werden Restignons genannt.

## Geographie
Die Gemeinde Restigné liegt im Regionalen Naturpark Loire-Anjou-Touraine, etwa 36 Kilometer westsüdwestlich von Tours an der die Loire nördlich begleitenden Lane. Umgeben wird Restigné von den Nachbargemeinden Benais im Norden, Continvoir im Norden und Nordosten, Coteaux-sur-Loire im Osten und Nordosten, La Chapelle-sur-Loire im Süden sowie Bourgueil im Westen. Durch das Gemeindegebiet von Restigné führt die Autoroute A85 mit einer Mautstation.

## Bevölkerungsentwicklung
| Jahr                       | 1962 | 1968 | 1975 | 1982 | 1990 | 1999 | 2009 | 2021 |
| Einwohner                  | 1386 | 1302 | 1198 | 1210 | 1187 | 1225 | 1195 | 1129 |
| Quellen: Cassini und INSEE |      |      |      |      |      |      |      |      |

## Sehenswürdigkeiten
- Kirche Saint-Martin aus dem 12. Jahrhundert, Monument historique
- Schloss Louy
- Schloss La Plâterie (Herrenhaus von Restigné) mit Park, Monument historique
- Schloss La Philberdière

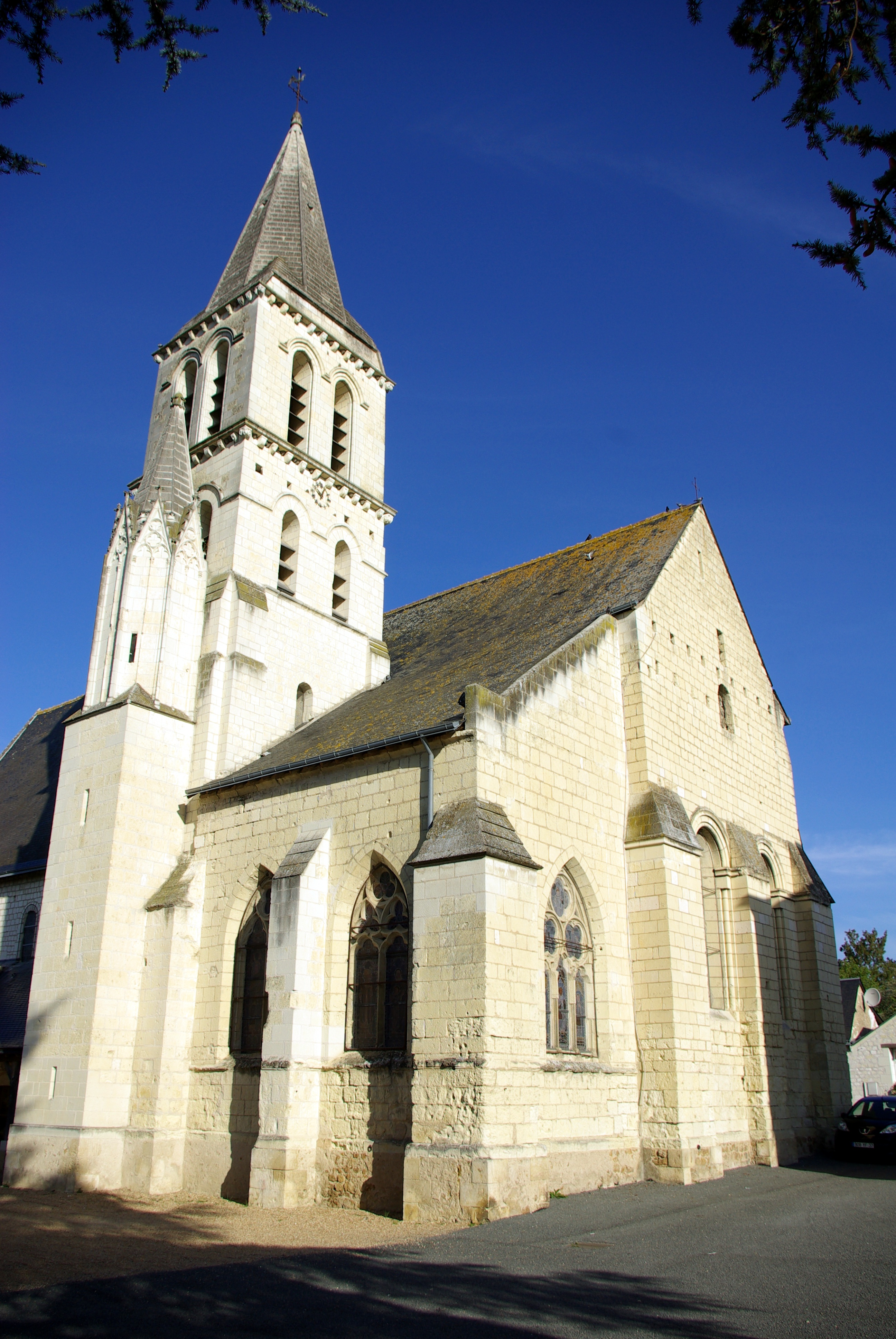
Kirche Saint-Martin
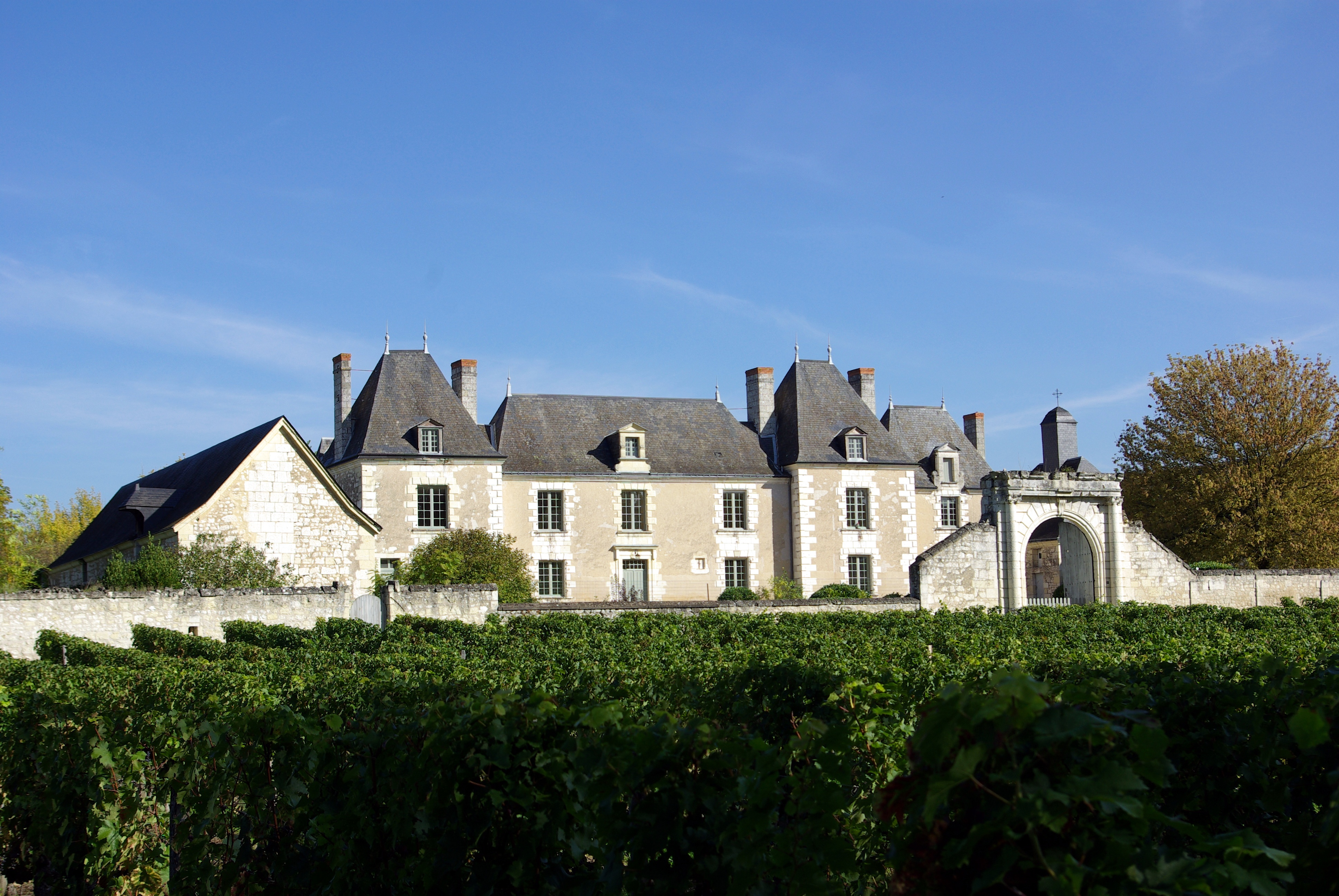
Schloss Louy
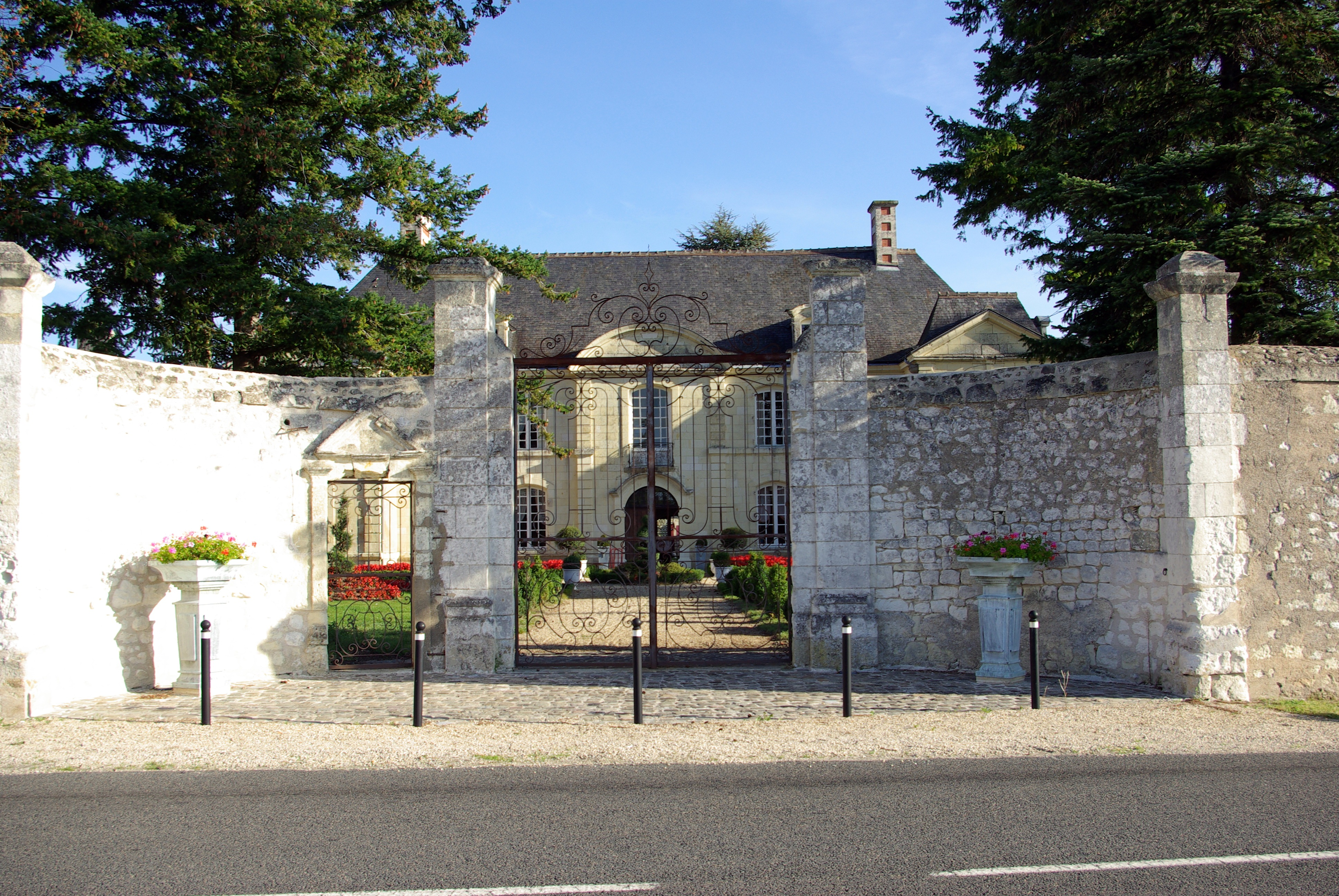
Schloss La Plâterie
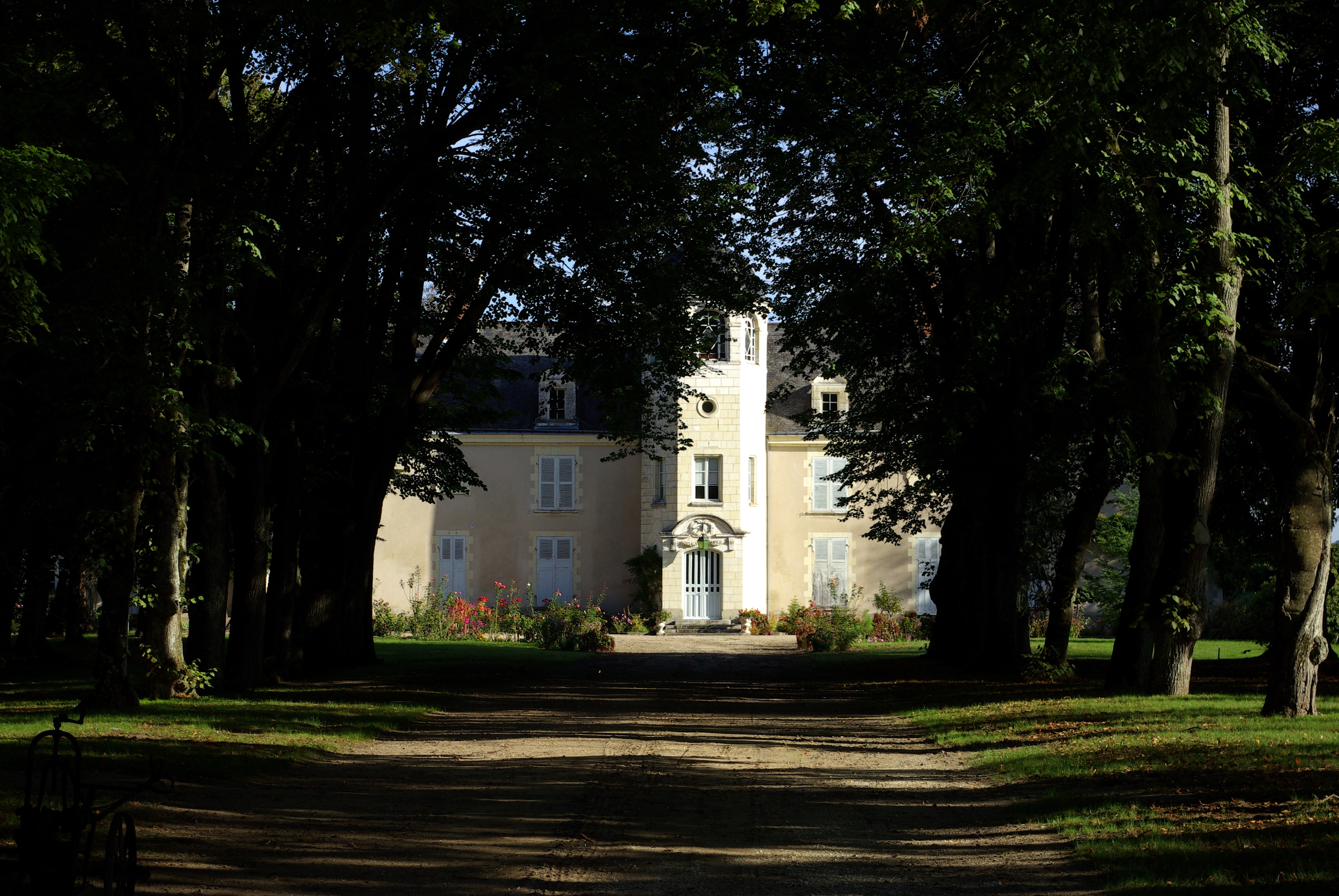
Schloss La Philberdière

## Partnerschaft
Mit dem Ortsteil Jandrain-Jandrenouille in der Gemeinde Orp-Jauche im wallonischen Teil 'Belgiens besteht eine Partnerschaft.